# Ministério da Indústria e Energia
O Ministério da Indústria e Energia foi a designação de um departamento dos VI, VII, IX, XI e XII Governos Constitucionais de Portugal.

## Ministros
Os titulares do cargo de ministro da Indústria e Energia foram:
| Período     | Ministro            | Governo                    |
| ----------- | ------------------- | -------------------------- |
| 1980 – 1981 | Álvaro Barreto      | VI Governo Constitucional  |
| 1981        | Ricardo Bayão Horta | VII Governo Constitucional |
| 1983 – 1985 | José Veiga Simão    | IX Governo Constitucional  |
| 1987 – 1991 | Luís Mira Amaral    | XI Governo Constitucional  |
| 1991 – 1995 | Luís Mira Amaral    | XII Governo Constitucional |